# Bela bella
Bela bella é uma espécie de gastrópode da família Mangeliidae.